# Władysław Bugała
Władysław Bugała (ur. 24 kwietnia 1924 w Bartkowicach, zm. 16 czerwca 2008) – polski botanik, dendrolog, wieloletni dyrektor Instytutu Dendrologii PAN oraz kierownik arboretum w Kórniku.

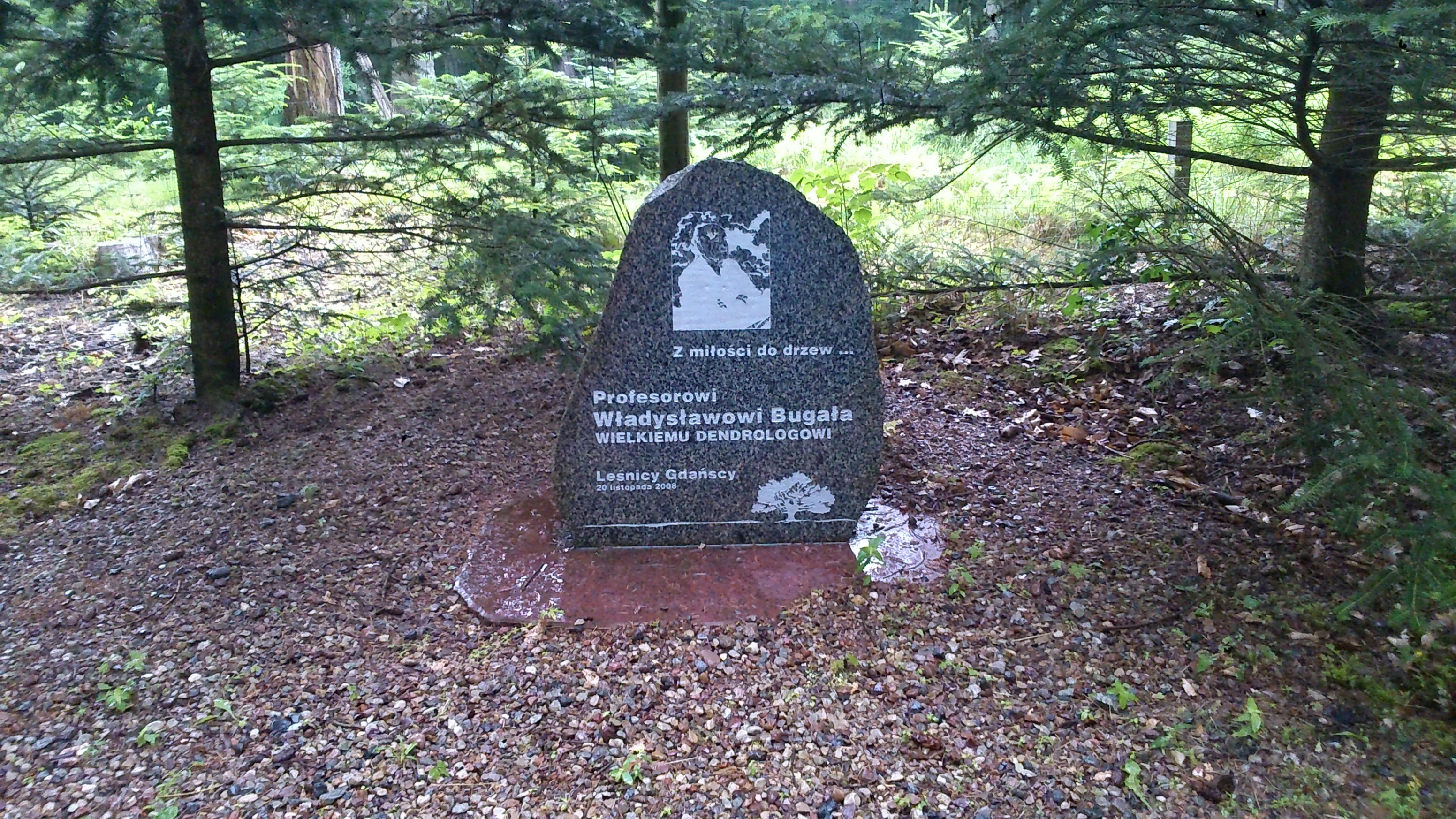
Kamień upamiętniający Władysława Bugałę na terenie Arboretum Wirty

## Życiorys
Ukończył szkołę powszechną w Bartkowicach oraz gimnazjum w Częstochowie i Szkołę Rolniczą w Czernichowie (1944). W latach 1945–1948 studiował na Wydziale Rolniczo-Leśnym Uniwersytetu Poznańskiego. Jeszcze podczas studiów, w 1947 roku, został asystentem profesora Stefana Białoboka w arboretum kórnickim. W 1960 roku uzyskał stopień doktora, na podstawie pracy Krytyczny przegląd odmian geograficznych i mieszańców Populus alba L. oraz studia nad tym gatunkiem w dolinie Wisły, w 1967 roku habilitację, na podstawie rozprawy Systematyka euroazjatyckich topoli z grupy Populus nigra L. Od 1960 roku był adiunktem w Instytucie Dendrologii Polskiej Akademii Nauk. W 1963 roku wstąpił do PZPR.
W roku 1974 został zastępcą dyrektora Instytutu, rok później profesorem nadzwyczajnym. W 1980 roku zastąpił odchodzącego na emeryturę Stefana Białoboka na stanowisku dyrektora Instytutu Dendrologii, jednocześnie pełniąc funkcję kierownika arboretum w Kórniku. W 1988 roku otrzymał tytuł profesora zwyczajnego. W obszar jego zainteresowań naukowych wchodziły między innymi: systematyka i zmienność topoli, hodowla i selekcja lilaków, różaneczników i innych drzew ozdobnych, inwentaryzacja zbiorów dendrologicznych Polski zachodniej. Wyhodował dwie nowe odmiany mieszańcowe topoli wielkolistnych. Jego dorobek naukowy obejmuje 161 opublikowanych pozycji, w tym autorstwo bądź współautorstwo szeregu książek i podręczników dendrologicznych. Był promotorem pięciu doktoratów.
Był członkiem Polskiego Towarzystwa Dendrologicznego, Polskiego Towarzystwa Botanicznego i przewodniczącym jego Sekcji Dendrologicznej w latach 1979–2000, członkiem Komitetu Botaniki PAN, Rady Naukowej Instytutu Botaniki PAN, rad naukowych kilku polskich ogrodów botanicznych i arboretów. Na emeryturę przeszedł w 1996 roku, pozostając członkiem Rady Naukowej Instytutu Dendrologii PAN. Jego hobby stanowiło myślistwo i pszczelarstwo.
Był odznaczony między innymi Krzyżami Kawalerskim (1970) i Oficerskim (1985) Orderu Odrodzenia Polski, Medalem 30-lecia Polski Ludowej, Medalem 40-lecia Polski Ludowej oraz odznaką honorową „Za Zasługi w Rozwoju Województwa Poznańskiego”. Zmarł 16 czerwca 2008 roku i został pochowany na cmentarzu parafialnym w Kórniku.

## Życie prywatne
Żonaty z Teresą z Ciastowskich, z którą miał dwoje dzieci (Magdalena ur. w 1951, Paweł ur. w 1954).